# Johan Munters
Johan Munters (* 23. August 1978 in Jakarta, Indonesien) ist ein ehemaliger schwedischer Skispringer.

## Werdegang
Am 4. Februar 1995 sprang Munters erstmals im Rahmen der nationalen Gruppe beim Weltcup-Springen in Falun. Auf der Normal- sowie der Großschanze konnte er jedoch mit einem 58. und einem 62. Platz nicht überzeugen. Zwei Jahre später startete er erneut in Falun, kam aber auch diesmal nicht über den 53. Platz auf der Großschanze hinaus. Am 1. Januar 1999 startete er erstmals außerhalb von Schweden beim Neujahrsspringen in Garmisch-Partenkirchen. Er erreichte dort einen 44. Platz und blieb so auch dort ohne Weltcup-Punkte. Seine ersten Punkte erreichte er zu Beginn der Weltcup-Saison 2000/01. Im Springen von Kuopio konnte er mit Platz 18 zum ersten und auch zum letzten Mal seiner Karriere in die Top 20 springen. Mit dem Team erreichte er am 2. Februar 2001 in Willingen den 10. Platz. Bei der Nordischen Skiweltmeisterschaft 2001 in Lahti erreichte Munters auf der Normalschanze den 49. und auf der Großschanze den 50. Platz. Mit dem Team erreichte er in beiden Teamspringen den 10. Platz. Nach der Weltmeisterschaft konnte er in Falun noch einmal Weltcup-Punkte gewinnen, in Oslo verpasste er diese jedoch knapp. Er beendete die Saison auf dem 62. Platz in der Weltcup-Gesamtwertung. Im November 2001 sprang er noch zwei Springen im Rahmen des Continental Cups in Kuusamo, konnte jedoch keinerlei Erfolge erzielen und beendete nach dem Springen am 18. November 2001 seine aktive Skispringerkarriere.